# Димитър Пчелински
Димитър Иванов Пчелински е български партизанин, офицер, генерал-майор.

## Биография
Роден е на 4 октомври 1914 г. в Сливен. От 1930 г. е член на Комсомола, а от 1943 г. на БКП. В сливенската гимназия, където учи е един от ръководителите на РМС. През 1936 г. завършва Юридическия факултет на Софийския университет. Завършва Школа за запасни офицери през 1940 г. През 1943 г. излиза в нелегалност и става инструктор в щаба на Първа Софийска въстаническа оперативна зона. Там обучава партизани в лагера „Чавдар“. След това се завръща в София, където е арестуван в края на 1943 г. и осъден на смърт. Бяга от затвора и става партизанин, заместник-командир на батальон в Първа софийска народоосвободителна бригада. След това е командир на чета в Рило-Пиринския партизански отряд. Заедно с отряда си участва в установяването на ОФ властта в Разлог и Дупница. По време на Българското участие във Втората световна война е командир на батальон от трети гвардейски полк. Член е на четвърти върховен състав на Народния съд за съдене на членовете на Висшия военен съвет, Щаба на войската, Разузнавателното отделение и други офицери.
През 1947 г. завършва курс за старши офицери, а през 1950 г. и Бронетанковата академия „Малиновски“ в СССР. В периода 1950 – 1977 г. работи във Военната академия в София. От 1977 до 1981 г. е инспектор в Министерството на отбраната. Излиза в запас през 1981 г. С указ № 3278 от 3 октомври 1984 г. е обявен за Герой на социалистическия труд. Награждаван е с ордените „Народна република България“ I ст., „9 септември 1944 г.“ III ст., II ст. и I ст. с мечове, „Народна свобода 1941 – 1944 г.“, съветския „Червена звезда“ и други. Умира на 1 ноември 2008 г.